# Larry Drew II
Pour les articles homonymes, voir Drew.
Larry Drew II, né le 5 mars 1990 dans le quartier d'Encino à Los Angeles, est un joueur américain de basket-ball.
Il est le fils de Larry Drew.

## Biographie
Non drafté en 2013, il participe à la NBA Summer League avec le Heat de Miami. le 23 septembre 2013, il signe avec le Heat. Cependant, il est coupé par le Heat le 21 octobre. Le 31 octobre, il est signé par le Skyforce de Sioux Falls, en D-League.
En juillet 2014, il rejoint le Heat pour la NBA Summer League. Le 20 octobre, il resigne avec le Heat mais il le coupe le 25 octobre quand il accepte d'être renvoyé à Sioux Falls. Le 3 novembre, il est officiellement de retour chez le Skyforce. Le 25 décembre, il distribue 23 passes décisives lors de la victoire des siens 135 à 129 contre les Vipers de Rio Grande Valley.
Le 16 janvier 2015, il signe un contrat de dix jours avec les Sixers de Philadelphie. le 26 janvier, il signe un second contrat de dix jours avec les Sixers.

## Records sur une rencontre en NBA
Les records personnels de Larry Drew II, officiellement recensés par la NBA sont les suivants :
| Type de statistique        | Saison régulière | Saison régulière                                           | Saison régulière                |
| Type de statistique        | Record           | Adversaire                                                 | Date                            |
| -------------------------- | ---------------- | ---------------------------------------------------------- | ------------------------------- |
| Points                     | 9                | @ Grizzlies de Memphis @ Rockets de Houston                | 24 janvier 2015 24 mars 2018    |
| Paniers marqués            | 4                | @ Grizzlies de Memphis @ Rockets de Houston                | 24 janvier 2015 24 mars 2018    |
| Paniers tentés             | 9                | @ Pelicans de La Nouvelle-Orléans                          | 26 janvier 2015                 |
| Paniers à 3 points réussis | 2                | Mavericks de Dallas                                        | 20 mars 2018                    |
| Paniers à 3 points tentés  | 4                | @ Pelicans de La Nouvelle-Orléans @ Cavaliers de Cleveland | 26 janvier 2015 2 février 2015  |
| Lancers francs réussis     | 1                | Knicks de New York @ Grizzlies de Memphis                  | 21 janvier 2015 24 janvier 2015 |
| Lancers francs tentés      | 2                | Knicks de New York                                         | 21 janvier 2015                 |
| Rebonds offensifs          | 1                | 4 fois                                                     |                                 |
| Rebonds défensifs          | 4                | @ Pelicans de La Nouvelle-Orléans                          | 26 janvier 2015                 |
| Rebonds totaux             | 5                | @ Pelicans de La Nouvelle-Orléans                          | 26 janvier 2015                 |
| Passes décisives           | 9                | @ Pistons de Détroit                                       | 17 janvier 2015                 |
| Interceptions              | 2                | @ Cavaliers de Cleveland                                   | 2 février 2015                  |
| Contres                    |                  |                                                            |                                 |
| Balles perdues             | 5                | @ Wizards de Washington                                    | 19 janvier 2015                 |
| Minutes jouées             | 32               | @ Pelicans de La Nouvelle-Orléans                          | 26 janvier 2015                 |

- Double-double : aucun (au 02/04/2018).
- Triple-double : aucun.

## Palmarès
- NCAA champion (2009)
- First-team All-Pac-12 (2013)
- McDonald's All-American (2008)